# 貝倫與露西安
《貝倫與露西安》（英語：Beren and Lúthien）是一部英國作家J·R·R·托爾金創作的奇幻文學作品，在其逝世後由其子克里斯多夫·托爾金整理手稿，終於2017年6月1日正式出版，由哈珀·柯林斯出版社發行，藝術家艾倫·李（Alan Lee）繪製插圖。
本書主要講述了於第一紀元的中土大陸，人類男子貝倫與精靈公主露西安之間的愛情，以及兩人如何攜手對抗魔苟斯黑暗勢力的故事。
這個故事的最初版本是托爾金在1917年撰寫的，當時故事裡的貝倫是精靈而非人類；隨後在托爾金的一生當中，這個故事歷經了許多次的修改；而《貝倫與露西安》則是收錄了這些故事不同階段的版本，並非是托爾金所撰寫的完整故事。

## 出版
2016年10月19日，出版商哈珀·柯林斯出版社宣布《貝倫與露西安》將於2017年5月4日出版，以紀念伊迪絲為托爾金跳舞的100週年；但之後由於插畫繪製時間不足的原因，又使之延期至2017年的6月1日。
隨後於同年的6月22日，中國上海人民出版社（北京世紀文景文化傳播公司）出版《貝倫與露西安》的簡體中文版本，由石中歌、杜蕴慈、鄧嘉宛翻譯。

## 創作歷程
1916年6月，當托爾金自一戰的索姆河戰役上負傷歸來後，他在其妻伊迪絲·托爾金的照顧之下養病；有一次伊迪絲於東約克郡魯斯村附近的森林裡為托爾金跳舞，使托爾金對此終生難忘；也讓托爾金在這之後構思出貝倫和露西安之間的偉大愛情故事，而開始著手撰寫這個故事。托爾金夫妻逝世後兩人合葬於英國牛津沃夫寇特公墓，在他們的墓碑上托爾金被稱為「貝倫」、伊迪絲被稱為「露西安」。
托爾金在索姆河戰役後的次年（1917年）就寫下了貝倫與露西安故事的最初版本。1925年夏天，他開始撰寫《貝倫與露西安》故事的詩歌版本《麗西安之歌》；並於1929年底向好友C·S·路易斯朗讀，路易斯對其作出了深度的評論，於是托爾金依照路易斯的評語，近乎將《麗西安之歌》全面重寫:111。
托爾金將《貝倫與露西安》與《胡林的子女》、《貢多林的陷落》一同視為中土大陸的「三大傳奇」。